# Большие охотники проекта 122 типа «БО-2»
Большие охотники проекта 122 типа «БО-2» — противолодочные корабли, состоявшие на вооружение ВМФ СССР в годы и после ВОВ.

## История проектирования
Спроектированы в Горьковском ЦКБ-51 под руководством главного конструктора К. Д. Корнилова и использовались для эскортирования и действий по вызову вне районов баз и охраны водного района (ОВР).
Дальнейшим развитием проекта являлись большие охотники проектов 122а и 122-бис.

## История строительства
В 1939—1940 годах заложено 4 единицы для Морпогранохраны — «Янтарь», «Топаз», «Алмаз» и «Яхонт». «Топаз» погиб во время Таллинского перехода.